# Dongbu-myeon
Dongbu-myeon (koreanska: 동부면) är en socken i staden Geoje i provinsen Södra Gyeongsang, i den södra delen av Sydkorea,
300 km sydost om huvudstaden Seoul. Dongbu-myeon ligger på södra delen av ön Geojedo. En mindre del av socknen ligger i Hallyeohaesang nationalpark.